# Umm Kaddada
Umm Kaddada – miasto w Sudanie, w wilajecie Darfur Północny. Liczy 9 862 mieszkańców (2008). Ośrodek przemysłowy.